# Pico Nevado
El Pico Nevado (en inglés: Snow Peak) es un pico de 760 m s. n. m. ubicado en frente de las rocas Los Hermanos entre la bahía Iglesia y la bahía Elsehul en el extremo oeste de Georgia del Sur, un territorio ubicado en el océano Atlántico Sur, cuya soberanía está en disputa entre el Reino Unido el cual las administra como «Territorio Británico de Ultramar de las islas Georgias del Sur y Sandwich del Sur», y la República Argentina que las integra al Departamento Islas del Atlántico Sur, dentro de la Provincia de Tierra del Fuego, Antártida e Islas del Atlántico Sur.